# Вулиця Івана Кожедуба (Черкаси)
Вулиця Івана Кожедуба — вулиця в Черкасах.

## Розташування
Вулиця починається від вулиці Оборонної і простягається на південний захід, впираючись у вулицю Вернигори.

## Опис
Вулиця вузька, повністю асфальтована.

## Історія
22 грудня 2022 року Черкаська міська рада перейменувала вулицю Генерала Путейка на честь українського військового льотчика, найрезультативнішого аса у авіації Антигітлерівської коаліції за весь час Другої світової війни, тричі Героя Радянського Союзу Івана Кожедуба.

## Будівлі
По вулиці розташовані багатоповерхові будинки та ЗОШ № 8.